# Ndrova-Inseln
Die Ndrova-Inseln, auch Dover Islets genannt, sind eine kleine pazifische Inselgruppe von Papua-Neuguinea im Archipel der Admiralitätsinseln.
Die Gruppe liegt etwa 3 km vor der Südostküste der Insel Manus und besteht aus den beiden Inseln Big Ndrova Island und Little Ndrova Island, die von einem gemeinsamen Korallenriff eingefasst sind.